# Elecciones presidenciales de Bielorrusia de 2025
Las elecciones presidenciales de Bielorrusia se celebraron el 26 de enero de 2025, según los términos de la Constitución. El presidente fue elegido directamente para cumplir un mandato de cinco años.
El actual presidente, Aleksandr Lukashenko, ha ganado todas las elecciones presidenciales desde 1994, y todas, excepto la primera, no han sido consideradas por observadores internacionales ni libres ni justas.  Antes de las elecciones, los medios de comunicación independientes fueron cerrados u obligados a operar desde el extranjero.  Además de Lukashenko, había cuatro candidatos en la papeleta. Tres de ellos representaban a partidos oficialistas. La cuarta candidata, Anna Kanapátskaya, era la única candidata formalmente independiente, pero figuras de la oposición la acusaron de ser una títere.

## Antecedentes

### Elecciones de 2020
En 2020, estallaron protestas masivas en el país tras los controvertidos resultados de las elecciones presidenciales de 2020 en las que el presidente Aleksandr Lukashenko fue proclamado como vencedor. La candidata opositora, Svetlana Tijanóvskaya, afirmó posteriormente haber obtenido entre el 60 y el 70% de los votos y pidió a la comunidad internacional que la reconociera como ganadora de las elecciones.
El 17 de agosto de 2020, Lukashenko declaró que las próximas elecciones presidenciales podrían celebrarse antes de 2025 si se adoptaba una nueva constitución política. Tijanóvskaya declaró que estaba dispuesta a dirigir un gobierno de transición y a celebrar elecciones anticipadas bajo observadores internacionales.Lukashenko también dijo que dimitirá si se adopta una nueva constitución.

### Fecha de la elección
El 15 de agosto de 2024, medios independientes informaron que el gobierno planeaba celebrar las próximas elecciones presidenciales el 23 de febrero de 2025. El 23 de octubre de 2024, la Comisión Electoral Central de Bielorrusia anunció que las elecciones se celebrarían el 26 de enero de 2025.
El 6 de noviembre de 2024, el Centro de Derechos Humanos Viasna informó de que las autoridades bielorrusas habían iniciado una oleada de detenciones con más de un centenar de personas detenidas en una semana, muchas de ellas vinculadas a chats en línea, en un momento en que las cárceles bielorrusas ya estaban superpobladas.

## Candidatos
El 25 de febrero de 2024, el mismo día de las elecciones parlamentarias, el presidente Aleksandr Lukashenko declaró su intención de presentarse a un séptimo mandato en 2025. Su candidatura, que fue presentada por un grupo de electores, fue aceptada por la CEC el 29 de octubre.  Ese mismo día, la CEC rechazó las candidaturas de Yuras Hubarevich, alegando "violación del procedimiento de presentación de documentos", y de Aliaxandar Drazdou.
El 4 de noviembre, otros dos candidatos fueron rechazados, Diana Kovaleva y Viktor Kulesh, mientras que a otros tres candidatos se les permitió comenzar a recoger firmas para apoyar sus candidaturas, con lo que el número de candidatos con esta condición ascendió a siete. Entre ellos se encuentran Sergei Syrankov del Partido Comunista, Oleg Gaidukevich del Partido Liberal-Demócrata y la ex portavoz del Ministerio del Interior Olga Chеmоdanova. Después de la fecha límite de principios de diciembre para obtener 100.000 firmas, la CEC dijo que cinco candidatos fueron aprobados para presentarse.Tras la fecha límite de principios de diciembre para obtener 100.000 firmas, la CEC dijo que cinco candidatos fueron aprobados para presentarse:
| Candidate            | Partido político                              | Cargos ocupados                                                       | Firmas conseguidas |
| -------------------- | --------------------------------------------- | --------------------------------------------------------------------- | ------------------ |
| Aleksandr Lukashenko | Independiente                                 | Presidente de Bielorrusia (1994–presente)                             | 2,518,145          |
| Oleg Gaidukevich     | Partido Liberal-Demócrata de Bielorrusia      | Líder del PLDB (2019–presente) Miembro del parlamento (2019–presente) | 134,472            |
| Serguei Syrankov     | Partido Comunista de Bielorrusia              | Miembro del parlamento (2019–2024)                                    | 125,577            |
| Anna Kanopátskaya    | Independiente                                 | Miembro del parlamento (2016–2019)                                    | 121,077            |
| Alexander Khizhnyak  | Partido Republicano del Trabajo y la Justicia | Miembro del Consejo de Minsk (2018–presente)                          | 112,779            |

## Campaña
El candidato comunista Sergei Syrankov apoyó la reconstrucción de monumentos a Iósif Stalin y la criminalización de las actividades LGBT en Bielorrusia. Su lema de campaña fue "¡No en lugar de, sino junto con Lukashenko!". En una entrevista con la BBC, Syrankov dijo que "no hay alternativa a Alexander Lukashenko como líder de nuestro país", y agregó que "estamos participando en las elecciones con el equipo del presidente". También llamó a Lukashenko el "principal comunista" en Bielorrusia. Del mismo modo, Oleg Gaidukevich dijo que "es obvio que Lukashenko ganará" e instó a otros candidatos a "darle asco a los enemigos de Lukashenko". Alexander Khizhnyak se comprometió a evitar una "repetición de disturbios" de las elecciones presidenciales de 2020, mientras que Anna Kanopátskaya se presentó como la "única alternativa democrática a Lukashenko" y se comprometió a la liberación de los presos políticos mientras advertía a los partidarios contra la "iniciativa excesiva". Añadió: "No peleo con agentes de policía porque es un delito. Pero eso no significa que apoye las políticas del liderazgo actual del país".

## Encuestas de opinión
| Fecha               | Encuestadora  | Víktor Babaryka | Aleksandr Lukashenko | Pavel Latushko | Valeri Tsepkalo | Svetlana Tijanóvskaya | Serguéi Rumas | Serguéi Tijanovski | María Kolésnikova | Vladímir Makei | Zianón Pazniak | Andrey Dmitriyeu | Anatol Liabedzka | Vladímir Karanik | Maxim Znak | Veranika Tsapkala | Natalya Kochanova | Yury Karáyev | Ivonka Survila | Mikola Statkevich | Paval Sieviaryniec | Román Golóvchenko | Oleg Gaidukevich | Maksim Bogrecov |
| ------------------- | ------------- | --------------- | -------------------- | -------------- | --------------- | --------------------- | ------------- | ------------------ | ----------------- | -------------- | -------------- | ---------------- | ---------------- | ---------------- | ---------- | ----------------- | ----------------- | ------------ | -------------- | ----------------- | ------------------ | ----------------- | ---------------- | --------------- |
| 1–10 Nov 2021       | Chatham House | 19%             | 27%                  | 4%             | 4%              | 6%                    | 3%            | 3%                 | 3%                | -              | -              | -                | -                | -                | -          | -                 | -                 | -            | -              | -                 | -                  | -                 | -                | -               |
| 1–10 Nov 2021       | Chatham House | 30%             | 30%                  | 11%            | 8%              | 10%                   | 5%            | 8%                 | 8%                | 4%             | -              | -                | -                | -                | -          | -                 | -                 | -            | -              | -                 | -                  | -                 | -                | -               |
| 23 Jul – 3 Ago 2021 | Chatham House | 22%             | 27%                  | 4%             | 3%              | 6%                    | 3%            | 2%                 | 2%                | 1%             | 2%             | 2%               | -                | -                | -          | -                 | -                 | -            | -              | 1%                | -                  | -                 | -                | -               |
| 23 Jul – 3 Ago 2021 | Chatham House | 33%             | 28%                  | 10%            | 8%              | 13%                   | 6%            | 7%                 | 7%                | 2%             | 2%             | 3%               | -                | -                | -          | -                 | -                 | -            | -              | 2%                | -                  | -                 | -                | -               |
| 20–30 Abr 2021      | Chatham House | 25%             | 23%                  | 8%             | 3%              | 4%                    | 3%            | 3%                 | 2%                | 1%             | 1%             | 1%               | -                | -                | -          | -                 | -                 | -            | -              | 2%                | -                  | -                 | -                | -               |
| 20–30 Abr 2021      | Chatham House | 33%             | 25%                  | 14%            | 9%              | 10%                   | 8%            | 8%                 | 8%                | 2%             | 2%             | 2%               | -                | -                | -          | -                 | -                 | -            | -              | 4%                | -                  | -                 | -                | -               |
| 12 Ene – 8 Feb 2021 | Ecoom         | 2.5%            | 66.5%                | 1.3%           | -               | 1.5%                  | 0.4%          | -                  | -                 | 2.4%           | -              | -                | -                | -                | -          | -                 | 4.4%              | -            | -              | -                 | -                  | 3.8%              | 1.9%             | -               |
| 14–20 En 2021       | Chatham House | 28.8%           | 27.4%                | 12.1%          | 3.7%            | 4.0%                  | 4.3%          | 5.8%               | 4.2%              | 2.3%           | 1.3%           | 1.3%             | 0.1%             | 0.6%             | 0.3%       | 0.1%              | 0.4%              | 0.1%         | -              | 2.1%              | 1.0%               | -                 | -                | -               |
| 14–20 En 2021       | Chatham House | 35.3%           | 23.9%                | 18.3%          | 9.6%            | 11.2%                 | 7.3%          | 8.6%               | 8.2%              | 4.4%           | 2.4%           | 2.1%             | 0.6%             | 1.3%             | 0.7%       | 0.8%              | 1.3%              | 1.1%         | -              | 4.2%              | 1.4%               | -                 | -                | 0.4%            |
| 13–18 Nov 2020      | Chatham House | 31.7%           | 24.2%                | 14.2%          | 7.0%            | 6.2%                  | 4.4%          | 3.3%               | 3.2%              | 1.7%           | 1.4%           | 1.0%             | 0.4%             | 0.4%             | 0.1%       | 0.1%              | 0.1%              | 0.1%         | 0.0%           | -                 | -                  | -                 | -                | -               |
| 13–18 Nov 2020      | Chatham House | 38.2%           | 20.8%                | 20.3%          | 12.1%           | 9.9%                  | 7.2%          | 5.9%               | 7.5%              | 2.5%           | 2.4%           | 1.5%             | 0.7%             | 0.6%             | 0.7%       | 0.5%              | 1.2%              | 0.5%         | 0.1%           | -                 | -                  | -                 | -                | -               |

## Desarrollo
La Comisión Electoral Central no realizó la votación en el extranjero para las elecciones, citando una disminución en el número de personal diplomático destinado en el extranjero. La decisión privó de derechos a muchos críticos exiliados y a otros que habían dejado el país desde 2020. La votación anticipada comenzó el 21 de enero,  con una participación del 41,81% para el 26 de enero. Los grupos de la oposición dijeron que las urnas utilizadas en la votación anticipada se dejaron sin guardias hasta el día de las elecciones, lo que permitió que se produjeran irregularidades. El gobierno bielorruso invitó a la Organización para la Seguridad y la Cooperación en Europa a supervisar la votación, pero esta última no pudo enviar observadores, ya que la invitación se emitió solo diez días antes de las elecciones.

## Resultados
Lukashenko ganó con el 88% de los votos, con un 86% de participación. La jefa de política exterior de la UE, Kaja Kallas, calificó las elecciones de «afrenta flagrante a la democracia». La líder de la oposición bielorrusa en el exilio, Svetlana Tijanóvskaya, calificó las elecciones de «una farsa sin sentido, un ritual de Lukashenko».
Lukashenko fue felicitado por su victoria por el presidente ruso Vladímir Putin y el presidente chino Xi Jinping.
| Candidato                                         | Candidato                           | Partido                                       | Votos     | %     |
| ------------------------------------------------- | ----------------------------------- | --------------------------------------------- | --------- | ----- |
|                                                   | Aleksandr Lukashenko                | Independiente                                 | 5 136 995 | 87.48 |
|                                                   | Sergei Syrankov                     | Partido Comunista de Bielorrusia              | 189 930   | 3.23  |
|                                                   | Oleg Gaidukevich                    | Partido Liberal-Demócrata de Bielorrusia      | 119 520   | 2.04  |
|                                                   | Anna Kanopátskaya                   | Independiente                                 | 110 053   | 1.87  |
|                                                   | Alexander Khizhnyak                 | Partido Republicano del Trabajo y la Justicia | 102 953   | 1.75  |
|                                                   | Contra todos                        | Contra todos                                  | 213 006   | 3.63  |
| Inválidos/voto en blanco                          | Inválidos/voto en blanco            | Inválidos/voto en blanco                      | 44 377    | –     |
| Total                                             | Total                               | Total                                         | 5 916 834 | 100   |
| Vontantes registrados/participación               | Vontantes registrados/participación | Vontantes registrados/participación           | 6 903 994 | 85.70 |
| Fuente: Comisión Electoral Central de Bielorrusia |                                     |                                               |           |       |